# فقط 6.5
فقط 6.5 (بالفارسية: متری شیش و نیم) هو فيلم دراما إثارة إيراني من إخراج سعيد روستايي وبطولة بيمان المعادي، نافيد محمد زاده، بريناز إيزديار وفرهاد أصلاني. حاز الفيلم علي إشادة النقاد خلال عرضه في مهرجان البندقية السينمائي.

## روابط خارجية
- فقط 6.5 على موقع IMDb (الإنجليزية)
- فقط 6.5 على موقع ميتاكريتيك (الإنجليزية)
- فقط 6.5 على موقع روتن توميتوز (الإنجليزية)
- فقط 6.5 على موقع ألو سيني (الفرنسية)
- فقط 6.5 على موقع قاعدة بيانات الفيلم (الإنجليزية)
- فقط 6.5 على موقع ليتربوكسد (الإنجليزية)
- فقط 6.5 على موقع كينوبويسك (الروسية)